# 메트로이드 프라임 핀볼
《메트로이드 프라임 핀볼》은 퓨즈 게임스(현 실버볼 스튜디오스)가 개발하고 닌텐도가 배급한 핀볼 비디오 게임이다. 《메트로이드》 시리즈 게임 《메트로이드 프라임 (2002)》를 테마로 한 작품으로 2005년 북미 지역에서 처음 출시됐다.
《메트로이드 프라임 핀볼》은 일반적인 핀볼 규칙을 따르나 《메트로이드》의 게임플레이를 본딴 벽 점프나 무기 사용 등이 도입됐다. 닌텐도 DS의 터치스크린을 통해 핀볼의 경로를 조정할 수 있다.

## 반응
《메트로이드 프라임 핀볼》은 리뷰 애그리게이터 웹사이트 메타크리틱에서 79/100점을 기록해 "대체적으로 긍정적인 평가"를 받았다.

## 참조

### 내용주
1. ↑  영어: Metroid Prime Pinball